# Tithrone laeta
Tithrone laeta es una especie de mantis de la familia Acanthopidae.

## Distribución geográfica
Se encuentra en Venezuela.